# Gembrie
Gembrie település Franciaországban, Hautes-Pyrénées megyében. Lakosainak száma 91 fő (2022. január 1.). Gembrie Créchets, Antichan, Bramevaque, Gaudent, Sacoué és Troubat községekkel határos.

## Népesség
A település népességének változása:
| Lakosok száma | 71   | 76   | 79   | 77   | 82   | 87   | 92   | 91   | 91   |
|               | 2013 | 2015 | 2016 | 2017 | 2018 | 2019 | 2020 | 2021 | 2022 |